# Giáo hoàng Bônifaciô V
Bônifaciô V  (Tiếng Latinh: Bonifacius V) là vị giáo hoàng thứ 69 của Giáo hội công giáo. Niên giám tòa thánh năm 1806cho rằng ông đắc cử Giáo hoàng vào năm 619 và làm Giáo hoàng trong 5 năm 10 ngày. Niên giám tòa thánh năm 2003 xác định rằng triều đại của ông kéo dài từ ngày 23 tháng 12 năm 619 cho tới ngày 25 tháng 10 năm 625.
Truyền thống cho rằng, ông sinh tại Naples. Ngày đăng quang của ông bị hoãn lại 11 tháng và triều đại của ông tràn ngập đau khổ vì chiến tranh tranh giành vương quyền ở Ý. Ông ban đặc ân đền thờ cho những người bị bách hại trú ẩn trong các nhà thờ. Bonifacius V quan tâm đặc biệt đến Giáo hội Anglo-Saxon. Trong triều Giáo hoàng của ông diễn ra cuộc chạy trốn của Mohammed khỏi Mekka.